# شهرستان پوسپلیخینسکی
شهرستان پوسپلیخینسکی (به لاتین: Pospelikhinsky District) یک شهرستان در روسیه است که در سرزمین آلتای واقع شده‌است.